# Сара (име)
Вижте пояснителната страница за други значения на Сара.
Сара е женско име, използвано от най-далечни времена от много общества и култури, в различни части на света. Името може да бъде открито в няколко езика, включително иврит, арабски, фарси, гръцки и английски. Сара е много популярно, обичано и уважавано име и в съвременното общество.